# Maria Vitória Chivukuvuku
Maria Victória Ferreira Chivukuvuku é uma política angolana. Filiada à Convergência Ampla de Salvação de Angola - Coligação Eleitoral (CASA-CE), é deputada de Angola pelo Círculo Eleitoral Nacional desde 28 de setembro de 2017.
Chivukuvuku licenciou-se em psicologia, concluindo um mestrado em Supervisão Pedagógica.
É esposa de Abel Epalanga Chivukuvuku, presidente da CASA-CE. Nas eleições legislativas de 2017, Abel inseriu sua esposa como a número nove da lista do partido. A CASA-CE obteve dezesseis assentos, e Maria tornou-se deputada.